# The Trolley Song
«The Trolley Song» es una canción compuesta por Hugh Martin y Ralph Blane en 1944 para la película Meet Me in St. Louis (conocida como Cita en San Luis en España, La rueda de la Fortuna en Latinoamérica), donde era interpretada por Judy Garland. Junto con Have Yourself A Merry Little Christmas y The Boy Next Door es una de las tres canciones originales más populares de la película, además de Skip To My Lou que es una canción del siglo XIX.
La canción fue nominada al premio Óscar a la mejor canción original de dicho año, pero perdió frente a Swinging on a Star interpretada por Bing Crosby en la película Going My Way.
Además The Trolley Song está situada en el puesto número 26 de la lista de las 100 canciones más representativas del cine estadounidense, lista que creó la American Film Institute en el año 2004.

## Versiones
- En Los Simpsons, fue interpretada por los personajes de Martin Prince y Rosie O'Donnell.
- En Argentina, Nicolas Repetto realizó una versión con un fragmento de la canción, la cual llamó Decime cual, cual, cual es tu nombre, utilizada en uno de los juegos de su programa Nico, de 1994.[3]